# Марцеха Валерій Васильович
Валерій Васильович Марцеха — український військовослужбовець, полковник Збройних сил України, учасник російсько-української війни. Лицар ордена Богдана Хмельницького III ступеня (2017).

## Життєпис
Закінчив Хмельницьке вище артилерійське командне училище, Академію Збройних сил України.
Проходив службу в Німеччині, м. Тамбов та протитанковому дивізіоні (м. Володимир-Волинський).
У 51-шій механізованій дивізії був на посадах командира дивізіону, начальника штабу, начальника оперативного відділу, заступника командира.
Начальник ракетних військ і артилерії та виконувач обов'язків першого заступника командира 8-го армійського корпусу.
У 2015 році начальник управління ракетних військ і артилерії оперативного командування «Захід».
До Володимира-Волинського повернувся командиром бригадної артилерійської групи.
Станом на 2019 рік начальник штабу — перший заступник командувача Сил логістики Збройних сил України.

## Нагороди
- орден Богдана Хмельницького III ступеня (1 листопада 2017) — за особисту мужність і високий професіоналізм, виявлені у захисті державного суверенітету та територіальної цілісності України, вірність військовій присязі[6];
- медаль «За відзнаку у військовій службі» І ступеня;
- відзнака «За оборону Попасної» (8 лютого 2018)[7].